# Marlen
 (novembre 2022).
Marlen est une localité allemande faisant partie de Kehl, dans le Land de Bade-Wurtemberg. Elle est située au sud du centre-ville, au nord de Goldscheuer.